# Moravskoslezský zemský národní výbor
Moravskoslezský zemský národní výbor byl nejvyšší orgán státní správy a samosprávy v zemi Moravskoslezské v letech 1945–1948.

## Vznik
Národní výbory vznikaly v souladu s ústavním dekretem presidenta republiky č. 18/1944 Úř. věst. čsl., o národních výborech a prozatímním Národním shromáždění. Moravskoslezský ZNV byl ustaven dne 12. května 1945 podle nařízení vlády z 5. května 1945 č. 4 Sb. o volbě a pravomoci národních výborů. První řádná schůze proběhla 14. května. Předsedou ZNV se stal národní socialista František Loubal, do té doby první místopředseda brněnského národního výboru. Vznikem ZNV zaniklo zemské zastupitelstvo, zemský úřad byl přeměněn na úřad ZNV. ZNV jakožto orgán státní správy byl podřízen vládě, kromě prosazování státní politiky měl i funkci samosprávní.
Hlavním rozhodovacím orgánem byla rada, která měla 30 členů, 20 pro Moravu a 10 pro Slezsko. V čele rady stálo předsednictvo, které sestávalo z předsedy a 3 náměstků. Členové rady byli zároveň referenty 18 referátů. Kromě referátů měl ZNV i odborné komise, která však měly spíše poradní funkci, a hospodářskou radu, která kontrolovala zejména hospodaření podřízených okresních národních výborů. Speciální organizační složkou výboru byla Slezská expozitura země Moravskoslezské.
V srpnu 1945 bylo vydáno vládní nařízení č. 49/1945 Sb. o prvních volbách do okresních a zemských národních výborů. Podle tohoto nařízení byl ZNV ustanoven znovu dne 31. října 1945. Již v září delegovaly okresní národní výbory své zástupce, kteří měli zvolit nový výbor. 31. října se sešli zástupci povolených politických stran a předjednaní členové ZNV v budově Zemské sněmovny v Brně. Zvoleno bylo 80 členů ZNV a 30členná rada. Předsedou byl opět zvolen František Loubal, místopředsedy se opět stali Jaroslav Ondroušek, Stanislav Šulc a Karel Ignác Fanfrdla.
Předsedou expozitury v Moravské Ostravě a zároveň místopředsedou ZNV se stal Vladimír Chamrád, místopředsedy expozitury Antonín Dobeš, Jaroslav Špunda a Jan Topinka. Plenární schůze ZNV se konaly čtyřikrát ročně, a to v dubnu, červenci, říjnu a prosinci. Po květnových volbách v roce 1946 nastoupil na místo předsedy ZNV František Píšek, zástupce vítězné KSČ, bývalý šéfredaktor novin Rovnost. V dubnu roku 1948 byl zvolen předsedou ZNV Karel Svitavský, poté, co František Píšek odešel na místo velvyslance do Varšavy.

## Agenda
V průběhu roku 1945 byly zřízeny následující referáty ZNV, které byly obsazeny dle systému stranické parity: bezpečnostní, zdravotní, finanční, dopravní, průmyslový, zemědělský, zásobovací, kulturní, osidlovací a další. Byly zřízeny i společné moravskoslezské komise a to: organizačně-právní, bezpečnostní, pro vnitřní osídlení, zásobovací, kulturně-osvětová, sociálně-zdravotní, dopravní a zemědělská komise.
Zpočátku bylo nejdůležitější úkolem ZNV zajistit zásobování měst a zabránění krádežím majetku. Další agendou ZNV bylo rozdělování majetku po Němcích, osidlování, bytové otázky a odstraňování válečných škod. Byl také proveden audit v okresech. ZNV měl samostatný rozpočet.

## Zánik
V roce 1948 byl schválen zákon č. 280/1948 Sb., o krajském zřízení. Dle § 39 zanikla země Moravskoslezská jako svazek státní správy uplynutím dne 31. prosince 1948.
V Brně se zemský výbor přeměnil na krajský dne 2. ledna 1949. Plénum Zemského národního výboru moravskoslezského v Brně se sešlo za předsednictví Karla Svitavského naposledy 14. února 1949. Na ustavující schůzi promluvil komunistický předseda Krajského národního výboru Karel Svitavský, zástupce Krajského výboru KSČ Josef Kapoun a také předseda Krajského akčního výboru NF Otto Šling. Bývalý předseda Karel Svitavský byl opět zvolen. Místopředsedou se stal Jaroslav Ondroušek.
| Moravskoslezský zemský národní výbor | Moravskoslezský zemský národní výbor           | Moravskoslezský zemský národní výbor |
| ------------------------------------ | ---------------------------------------------- | ------------------------------------ |
| Předchůdce: Zemský úřad v Brně       | 1945–1948 Moravskoslezský zemský národní výbor | Nástupce: výbor zanikl               |